# Сакхипур
Сакхипур (бенг. সখিপুর, англ. Sakhipur) — город в центральной части Бангладеш, административный центр одноимённого подокруга. Площадь города равна 19,67 км². По данным переписи 2001 года, в городе проживало 23 429 человек, из которых мужчины составляли 52,71 %, женщины — соответственно 47,29 %. Уровень грамотности населения составлял 30,5 % (при среднем по Бангладеш показателе 43,1 %). 